# Зачатівська сільська рада
| Зачатівська сільська рада — колишній орган місцевого самоврядування у Волноваському районі Донецької області з адміністративним центром у с. Зачатівка. Сільській раді були підпорядковані населені пункти: - с. Зачатівка - с-ще Зачатівка |

## Склад ради
Рада складалася з 16 депутатів та голови.

## Керівний склад сільської ради
| ПІБ                     | Основні відомості                                                                       | Дата обрання | Дата звільнення |
| ----------------------- | --------------------------------------------------------------------------------------- | ------------ | --------------- |
| Конюшок Василь Іванович | Сільський голова, 1959 року народження, освіта, безпартійний                            | 26.03.2006   | 31.10.2010      |
| Конюшок Василь Іванович | Сільський голова, 1959 року народження, освіта середня спеціальна, член Партії регіонів | 31.10.2010   |                 |

Примітка: таблиця складена за даними джерела